# 夏目吉次
夏目 吉次（なつめ よしつぐ、元亀3年（1572年） - 寛永20年6月14日（1643年7月29日））は安土桃山時代から江戸時代の武将、江戸幕府旗本。通称は杢左衛門。夏目吉信の五男。母は松下之綱の娘。子に吉政、吉尚がいる。
徳川家を蓄電して加藤清正に仕えており、文禄・慶長の役でも朝鮮に渡海した。その後、兄・夏目信次が引き立てられた時、同時に召喚されて徳川秀忠の配下となり、大坂の陣にも参戦した。元和元年（1615年）8月15日、下野国梁田郡において560石の所領を与えられ、大番を務めた。
寛永年間に日光東照宮・小田原城の石垣・江戸城天守等の普請を奉行し、その後西城裏御門番頭・大箪笥奉行を務めた。寛永11年（1634年）に下野国の所領を武蔵国に移された。寛永20年（1643年）6月14日、72歳で死去。法名は乗念。浅草の長敬寺に葬られた。